# Seznam chráněných území v okrese Trnava
Toto je seznam chráněných území v okrese Trnava aktuální k roku 2017, ve kterém jsou uvedena chráněná území v oblasti okresu Trnava.

| Kód  | Obrázek                   | Typ | Název                    | Rozloha (ha) | Galerie Commons                                            | Popis území | Souřadnice                             |
| ---- | ------------------------- | --- | ------------------------ | ------------ | ---------------------------------------------------------- | --- | -------------------------------------- |
| 13   | Jižní svah Bolehlavu      | PR  | Bolehlav                 | 93,5700      | Kategorie „Bolehlav“ na Wikimedia Commons                  | Zachovalá ukázka lesních společenstev bukovodubového a dubovobukového vegetačního stupně na jihovýchodním okraji Malých Karpat na krystalinickém geologickém podkladu na styku s Trnavskou pahorkatinou | 48°26′36″ s. š., 17°24′10″ v. d.       |
| 17   | Buková                    | PR  | Buková                   | 9,4493       | Kategorie „Buková Reservoir“ na Wikimedia Commons          | Zbytky zamokřených luk s výskytem vzácných a chráněných druhů rostlin a živočichů | 48°32′18″ s. š., 17°21′59″ v. d.       |
| 782  | Čertov žlab               | PP  | Čertov žľab              | 23,5800      | Kategorie „Čertov žľab“ na Wikimedia Commons               | Skalní soutěska a krasové formy Malých Karpat | 48°31′11″ s. š., 17°24′3″ v. d.        |
| 1015 | Čierna skala              | PR  | Čierna skala             | 29,7100      | Kategorie „Čierna skala“ na Wikimedia Commons              | komplex lesních a nelesních společenstev, skalních stěn a suťových polí v Malých Karpatech | 48°29′52″ s. š., 17°20′30″ v. d.       |
| 60   | Jeskyně                   | NPP | Driny                    | x            | Kategorie „Driny“ na Wikimedia Commons                     | Přístupná jeskyně v Malých Karpatech | 48°30′ s. š., 17°24′11″ v. d.          |
| 34   | Hlbočianska dolina        | NPR | Hlboča                   | 123,0700     | Kategorie „Hlboča“ na Wikimedia Commons                    | Zachovalá lesní společenstva na různých horninách s bohatstvím druhů sucho a teplomilné flóry a fauny a krasových forem                                                                                 | 48°30′22″ s. š., 17°24′38″ v. d.       |
| 72   | Katarína                  | PR  | Katarína                 | 18,0000      | Kategorie „Katarína (nature reserve)“ na Wikimedia Commons | Lokalita s výskytem ještěrky zelené | 48°33′8″ s. š., 17°32′21″ v. d.        |
| 1013 | Klokoč                    | PR  | Klokoč                   | 21,5900      | Kategorie „Klokoč“ na Wikimedia Commons                    | Komplex holních biotopů s druhově bohatou faunou a flórou | 48°28′21″ s. š., 17°18′42″ v. d.       |
| 1014 | Travertinová jezírka      | PP  | Ľahký kameň              | 12,4000      | Kategorie „Ľahký kameň“ na Wikimedia Commons               | Krasové jevy v pěnovcích a travertinech Malých Karpat | 48°35′13″ s. š., 17°30′49″ v. d.       |
| 1383 |                           | PP  | Mnichova díra 1          | —            |                                                            | Volně přístupná jeskyně | 48°30′41″ s. š., 17°25′16″ v. d.       |
| 94   |                           | PR  | Lošonský háj             | 24,2600      |                                                            | Zachovalá lesní společenstva na rozhraní bukodubového a dubobukového vegetačního stupně | 48°28′25″ s. š., 17°24′30″ v. d.       |
| 153  |                           | PR  | Skalné okno              | 12,2200      |                                                            | Skalní okno v dolomitu | 48°31′58″ s. š., 17°25′50″ v. d.       |
| 816  | Zříceniny hradu           | PR  | Slopy                    | 153,8700     | Kategorie „Slopy (nature reserve)“ na Wikimedia Commons    | Dubohabrová, vápnomilná buková, květnatá a skalní a suťová společenstva na krasovém reliéfu Dobrovodského krasu                                                                                         | 48°36′34,38″ s. š., 17°31′40,94″ v. d. |
| 175  | Rybník pri Kamennom mlyne | CHA | Trnavské rybníky         | 38,4248      | Kategorie „Trnavské rybníky“ na Wikimedia Commons          | Ochrana vodního ptactva a vodních společenstev | 48°21′40″ s. š., 17°33′17″ v. d.       |
| 892  |                           | CHA | Vlčkovský háj            | 61,3600      |                                                            | Relikt dubovo-jilmovo-jasanového lužního lesa s výskytem ohrožených druhů rostlin a živočichů | 48°17′11″ s. š., 17°38′57″ v. d.       |
| 786  | Popis obrazku             | CHA | Všivavec                 | 34,1109      |                                                            | Ochrana teplomilných společenstev a skalních (dolomitických) výchozů předhoří Malých Karpat | 48°28′52″ s. š., 17°26′24″ v. d.       |
| 115  | Vyvieračka pod Bachárkou  | PP  | Vyvieračka pod Bachárkou | —            | Kategorie „Vyvieračka pod Bachárkou“ na Wikimedia Commons  | Občasná vyvěračka | 48°37′5″ s. š., 17°33′41″ v. d.        |
| 194  | vrchol Záruby             | NPR | Záruby                   | 299,9900     | Kategorie „Záruby“ na Wikimedia Commons                    | Reprezentativní ukázka vegetační stupňovitosti a pestrosti vegetace Malých Karpat s bohatým výskytem vzácných a chráněných druhů rostlin a živočichů                                                    | 48°31′25″ s. š., 17°23′30″ v. d.       |